# Філіп Банджак
Філіп Банджак (чеськ. Filip Bandžak; нар. 10 вересня 1983, Пардубиці, Чехія) — чеський співак (баритон). Він частково відомий універсальністю його інтерпретацій та яскравим голосом з оксамитовим тембром.

## Життєпис
Банджак народився в Пардубицях, Чехословаччина. Він почав свою кар'єру в 1995 році і вперше зіграв роль   «Паж герцогині» у знаменитій опері «Ріголетто» Верді в Національному театрі Праги.
У 1998 році він виграв першу премію на «Гран-прі Європи у хоровому співі» у Толосі, Іспанія.
Він отримав спеціальний приз на Міжнародному конкурсі вокалістів у Нінбо, Китай, 2008.
Він став лауреатом Міжнародного конкурсу Марії Каллас в Афінах у 2009 році. Виступав у ряді країн: в Австрії, Італії, Польщі, Угорщині, Німеччині,  Україні, Казахстані,  Малайзії, Сінгапурі, Китаї та Канаді.
Він з'явився в таких місцях, як Афінський концерт-холл «Мегарон», Московський міжнародний Будинок музики, Национальный концертный зал імені Белы Бартока, Будапешт, Рудольфінум, Прага.
Європейську нагороду за мистецьку та культурну діяльність Європейського Союзу («Золота Європа») було надано Бханджаку 2014.